# Argilo-calcaire bodem
Een argilo-calcaire bodem is een bodemtype dat onder andere in de Champagne, het Rhônedal, rond de Gironde en de Languedoc in Frankrijk gevonden wordt. De naam is ontleend aan argile, het Franse woord voor klei, en calcaire, dat kalkhoudend of kalkachtig betekent.
Wijnboeren waarderen deze kalkrijke kleibodem vanwege de mineraliteit en de goede waterhuishouding. Beide bepalen mede het terroir van de wijn.  
Bij de kalk kan het kan om mergel (marne in het Frans) gaan. Die mergel is in de basis een mengsel van klei en kalk, maar de mediterrane argilo-calcaire bodem is vaak bezaaid met echte stukken kalksteen dat tijdens de verwering van een oud gebergte, de zogenaamde pré-Alpen is achtergebleven.
- Marja van Beek in "smaak van wijn"
- Oxford Reference op  Gezien december 2019.
- Gustave Huezé, Théâtre d'Agriculture du dix-neuvième Siècle. deel 1 blz. 15.

1. ↑  La revue du vin de France op . No. 600. Gezien december 2019.  Gearchiveerd op 20 april 2021.